# San Diego (Cesar)
San Diego es un municipio de Colombia, situado en el nordeste del país, en el departamento de Cesar. Según el censo de 2018, tiene una población de 18.531 habitantes.
La cabecera del municipio está situada a 20 km de la capital departamental, Valledupar, y hace parte del área metropolitana de la ciudad. El territorio municipal es en su mayoría plano y hacia el este presenta terreno ondulado con alturas que alcanzan los 500 m sobre el nivel del mar, las cuales corresponden a las estribaciones de la serranía de los Motilones o Perijá. Su río más importante, es el río Chiriaimo. Sus tierras están comprendidas en los pisos térmicos cálido y templado.
Las actividades económicas principales son la agricultura y la ganadería. Además es conocido por ser un municipio tranquilo y de gente amable.

## División Político-Administrativa
Su Cabecera municipal se encuentra dividida en los siguientes barrios: 20 de abril, 21 de enero, Arabia, Centro, Chico, Chipana, Chiriaimo, Don Camilo, El Carmen, Galán I y II, Guayabal, La Victoria, Las Delicias, Las Flores, Los Laureles, Múnich, Niño Jesús, Nuevo Amanecer, Pablo VI, Paraíso, Pedro Agustín, Villa Libia, Urbanización COOVISAN.
San Diego tiene bajo su jurisdicción los centros poblados:
- El Rincón
- Las Pitillas
- Los Brasiles
- Los Tupes
- Media Luna
- Nuevas Flores
- Tocaimo

## Límites
NORTE: Partiendo de la intercepción del río Chiriaimo con la proyección del emisario norte, siguiendo por este aguas arriba hasta el límite con el Municipio de La Paz.
SUR: Partiendo de la intercepción del Arroyo Pereguetano con la vía que desde el predio Chaparral conduce al predio el Manantial, siguiendo por este arroyo aguas abajo hasta su intercepción con la acequia la Paulina.
ORIENTE: Partiendo del río Chiriaimo en su intercepción con la abscisa Y = 1’105.000, límite con el Municipio de La Paz, siguiendo por esta abscisa en el sentido Norte Sur, hasta la vía que conduce al predio el Salto, continuando por esta vía hacia el Occidente hasta encontrar el Arroyo Pereguetano, siguiendo aguas abajo hasta el cruce con la vía que del predio Chaparral conduce al predio el Manantial.
OCCIDENTE: Partiendo de la intercepción del río Chiriaimo con la proyección del Emisario Norte, bajando por esta proyección en el sentido norte-sur hasta encontrar la acequia la Paulina, siguiendo por estas aguas abajo hasta su desembocadura en el Arroyo Pereguetano.

## Demografía
Características.  La población proyectada del municipio de San Diego para el año 1998 fue de 16.127 habitantes, dicha proyección se hizo con base en la población del censo del 93 ajustada por el DANE, donde se reportaron 12.889 habitantes con una tasa de crecimiento intercensal para el Departamento del Cesar de 2.37%, obteniéndose los siguientes resultados:
- HOMBRES:		7.938 (49%)
- MUJERES:		8.189 (51%)
- ZONA URBANA:	        11.453 (71%)
- ZONA RURAL:      	4.674   (29%)
- TOTAL:		        16.127

La población de San Diego está constituida en un 90% por mestizos y el resto por mulatos.
Según el censo de 2018, un 55% de la población del municipio es urbana y un 45% es rural.

## Economía
La principal actividad económica de los habitantes de San Diego está representada en el sector agropecuario, en primer lugar por la ganadería extensiva y en segundo por la agricultura.  En la actualidad estas actividades se han visto afectadas por los conflictos socios políticos que ocurren en la región, lo cual ha generado una gran depresión económica en el municipio.
Uno de los problemas que más afecta el desarrollo económico del municipio es la violencia social, pues la situación ha ocasionado que los agricultores y ganaderos se alejen de sus fincas, incidiendo esto en la crisis económica que vive el municipio actualmente.

## Geografía

### Clima, Humedad Relativa y Temperatura
El Municipio de San Diego tiene una altura sobre el nivel del mar de 180m; su temperatura promedio es de 29 °C en la cabecera municipal. En la Serranía de Perijá es de 15 a 20 °C. Sus tierras están comprendidas en los pisos térmicos cálido y templado. El clima es tropical seco caracterizado por tener una época de máximo verano en los meses de diciembre, enero y febrero.

### Precipitación
En la región se pueden diferenciar dos épocas estacionales: la seca, comprendida entre diciembre y abril y la lluviosa entre mayo y junio, cuya intensidad máxima se alcanza entre octubre y noviembre. La precipitación media anual tiene un promedio de 1.311 mm. La región rural tiene una precipitación anual calculada entre 1.000 y 2.000 mm.

### Orografía e Hidrografía
El Municipio San Diego por su configuración comparte las cuencas hidrográficas con todos los municipios limítrofes. El municipio comparte cinco cuencas que son estratégicas para San Diego: La del río Chiriáimo y Tocaimo con el municipio de La Paz, el río Cesar con el municipio de Valledupar y La Paz y la del río Magiriáimo con el municipio de Codazzi y arroyo Suárez con el municipio de La Paz.
El río Chiriáimo nace en la cuchilla “El Tesoro” a 3.400 m.s.n.m. y tiene muchos afluentes en su cabecera desde el cerro Avión en la parte alta de Sabana Rubio, recorre la población de San Diego ya en la parte plana, su principal afluente es el río “Riecito”, el cual tiene un caudal abundante de carácter permanente por estar en una zona de muchos acuíferos. Su cuenca es una de las más pobladas con veredas como el Filo Machete, el Tesoro, Tierranueva, Los Deseos, La Laguna, Caracolí Hueco, El Silencio, etc. La Mayoría de las cuales tienen cultivos de café de sombrío.

##### Aguas Subterráneas
A pesar de que las aguas superficiales representan la primera alternativa para el suministro de agua para consumo humano, también es cierto que son la fuente más vulnerable frente a los procesos de contaminación. En este sentido las aguas subterráneas constituyen una opción, que por sus características de menor exposición son menos vulnerables, pero que requieren de un manejo apropiado para garantizar su óptima calidad.
Además de su uso para consumo humano, las aguas subterráneas de menor calidad pueden ser utilizadas para la industria y la agricultura, representando una alternativa importante para aquellas zonas en las que el déficit del recurso hídrico superficial limita el desarrollo normal de estas actividades. Sin embargo, como recurso estratégico para el progreso de una región se debe garantizar su uso racional de acuerdo a las necesidades y proyecciones de desarrollo del área en que se encuentren.
La extracción de agua subterránea está cerca y por encima de los valores calculados para la respectiva recarga en períodos anuales, lo cual reclama estudios hidrogeológicos específicos para definir dicho balance y para controlarlo y darle a partir de ello un manejo sostenible al recurso.
El municipio de San Diego aprovecha las aguas subterráneas por intermedio de pozos artesanales (aljibes) y profundos. La Umata tiene un censo de 116 pozos profundos sin incluir los que suministran agua para las cabeceras corregimentales, pero se estima que alcanzan la cifra de por lo menos 200 pozos.

### Vientos
Gran parte del año se presentan vientos predominantes de Norte a Noroeste con una velocidad promedia de 3 a 5 m/s. Esto para los primeros meses del año, para el resto del año la dirección es variable y su velocidad es un poco más fuerte, sobre todo en el mes de octubre.
Para la época de verano se expone el municipio a los vientos alisios presentando las mayores velocidades en los meses de enero, febrero y marzo. En época de invierno se presentan vendavales producidos por los vientos que vienen del hemisferio norte.

## Geología
La tierra se constituye en un objeto dinámico a través del tiempo. El dinamismo que se manifiesta en ella está representado por la relación de fuerzas internas y externas que moldean todos sus componentes. Dicha interacción de fuerzas permite la formación y separación de continentes, formación de montañas, acumulación de recursos minero energéticos, generación de amenazas y en general dan forma al entorno natural del hombre.
La ocupación y utilización de la superficie terrestre por el hombre (asentamientos humanos, infraestructura vial y de comunicación, instalaciones industriales y mineras, embalses y canales, explotaciones agrarias, etc.), suponen la transformación y aprovechamiento de los materiales y de las formas del medio geológico, cuyo conocimiento es fundamental a la hora de diseñar y ordenar las actividades del territorio con el fin de garantizar su desarrollo sostenible. Dada la complejidad geológica que caracteriza a nuestro país, sumando a los procesos geológicos regionales activos que actúan sobre él, hacen imprescindible antes de tomar cualquier decisión que involucre infraestructura civil (construcciones, explotaciones minerales, obtención de fuentes de energía, etc.) el reconocimiento sistemático de las rocas y estructuras que las afectan, expresados mediante mapas, columnas, cortes y modelos que permitan localizar los problemas que pueden afectar en algún momento el plan a ejecutar.
La región de San Diego, se halla formada por terrazas cuaternarias, compuestas por materiales procedentes de paleozoico, vecino de la cordillera. Su suelo está constituido por capas predominantemente calcáreas, relativamente rico, aunque pobre en drenaje debido a las características impermeables de esta capa y están representados por las siguientes tipologías:
Unidad sedimentaría La Quinta (JQS) construida por sección monótona de limolita rojas silicias ocasionalmente arenosa masivas con fractura concoidea estratificación plan paralela generalmente en laminasa delgadas hasta capas muy gruesas.
Grupo Cogollo (km) consta de caliza, calizas arenosas y areniscas calcáreas, calizas menos macizas y de estratificación más finas. Además presenta vastas zonas compuestas por Terrazas de abanicos Aluviales (Qt), Ingnibritas (Jvl) y Aluviones Recientes (Qlla) que representan más del 80% del territorio municipal.

### Suelos
De acuerdo a geomorfología los tipos de suelos del municipio de San Diego son los siguientes:

###### Geoformas modeladas por la sedimentación fluvial o aluvial
- Llanura aluvial de desborde:

Espacialmente se extiende como una llanura intercordillerana en el sector de la cuenca del río Cesar en clima cálido seco (VC-a).
Se localiza en occidente de los Tupes, las Pitillas, los Brasiles y sur de Nueva Flórez. Ocupa el 8.93%.

## Actividad Económica
La principal actividad económica de los habitantes de San Diego está representada en el sector agropecuario, en primer lugar por la ganadería extensiva y en segundo por la agricultura.
El municipio de San Diego se encuentra ubicado dentro de la Subregión Norte junto con Codazzi, La Paz, Manaure, Becerril y Valledupar como centro nodal.  Esta Subregión  se encuentra caracterizada por presentar una funcionalidad dentro del Departamento con respecto al flujo de productos agropecuarios, que convergen en mayor proporción en Valledupar como centro urbano de influencia y de estos todos los centros de atracción Barranquilla y Bucaramanga.

### Agricultura
El índice de concentración de la tierra en el municipio de San Diego es alto con relación a los demás municipios del departamento,  pues cuenta con el 2,68% de área sembrada, que tiene el departamento, la cual es de 21.894 ha, respectivamente frente a la Nación que es 51.308.047 ha.
Sus dos principales actividades económicas son: el maíz con un volumen del 1,14% y el algodón con 7,16% de la producción total del Departamento. Además la agricultura se encuentra basada en cultivos transitorios como el arroz, sorgo, fríjol, hortalizas, maíz tecnificado y tradicional principalmente, y en cultivos permanentes como la palma africana, plátano, aguacate y patilla.
El cultivo del maíz es uno de los productos que ha tenido una sostenibilidad en el mercado interno, ya que entre 1.995 y 1997 el área sembrada en el Cesar de la variedad tradicional fue de 104.053 has y el área cosechada fue de 100.334, alcanzando una producción aproximada de 135.128 toneladas. Lo anterior contrasta en la disminución en el área sembrada que ha venido presentando este cultivo, ya que en 1996 se establecieron 40.874 Ha, pasando en 1997 a 26.722 ha
Con respecto al rendimiento por hectárea los departamentos con mayor porcentaje son: Córdoba, Huila, Meta, Risaralda, Valle, el departamento con mayor producción es Córdoba y la participación del Cesar frente a la producción nacional en 1997 fue de 6.6%; el total de producción nacional es de 309.347 toneladas. 

### Ganadería
San Diego es uno de los municipios que se dedica principalmente a la producción de leche. Junto con el departamento la ganadería ocupa el principal renglón de su economía, especialmente la ganadería de tipo extensivo dedicada a la producción de leche y carne.

### Agroindustria
Actualmente la agroindustria se torna alrededor de la transformación de la leche en leche fría, queso costeño, quesillo, queso especial, mantequilla, crema de leche, suero costeño y como subproducto el suero que en gran parte es utilizado  para la alimentación de cerdos y terneros.
Actualmente el volumen procesado en época de verano corresponde a 31.000 litros de leche/día. Es de destacar que las queseras municipales compran leche de los municipios de La Paz, Codazzi y Valledupar; a la vez también la leche del municipio es comercializada por plantas procesadoras de Valledupar, La Paz y Codazzi.
Según el inventario ICA nuestro municipio está en capacidad de producir alrededor de 70.200 litros en invierno y 42.120 litros en verano con 14.040 vacas paridas. Nuestro municipio deja de producir alrededor de 20.000 litros de leche producto del abandono de fincas por causa del conflicto armado  y sociopolítico.

### Piscicultura
San Diego no se encuentra dentro de las principales comunidades pesqueras del departamento, porque la actual infraestructura para el desarrollo de este sector es insuficiente y poco técnica.
Las especies naturales que se conocen en el municipio son el bocachico, blanquillo, barbudo y moncholo. Se aprovecha en forma artesanal la pesca de subienda (de noviembre a febrero) y en bajanda (de junio a octubre).
Existe una infraestructura piscícola, compuesta por espejos de agua que van entre 6.000 y 8.000. En estanque se cultiva la cachama negra y blanca, híbrido de cachama y mojarra roja y plateada.

### Minería
El carbón es el mayor potencial del Departamento en este aspecto,  lo que hace que el municipio se encuentre beneficiado, pues cuenta con grandes yacimientos de carbón y mármol.
El desarrollo relativamente reciente del sector minero, ha generado cambios en la estructura económica actual y seguirá abriendo nuevas perspectivas sobre las actividades de intercambio y producción de la región.
El área carbonífera del Cesar se encuentra distribuida entre los municipios de Becerril, El Paso y la Jagua de Ibirico, los cuales constituyen el área de influencia directa de las exportaciones.
Los carbones de El Cesar se encuentran en la Formación Los Cuervos que contiene hasta 35 mantos de carbón térmico bituminoso alto en volátiles. Las reservas medidas en el departamento son del orden de 1.933 millones de toneladas. La calidad promedio de dichos carbones les ha permitido ingresar de forma competitiva en el mercado internacional y a su vez son una opción de suministro para el mercado nacional.
Próximamente se planea explotar el llamado Bloque II CESARITO, el cual se extiende desde la población de San Juan del Cesar al norte de la Guajira, hasta las poblaciones de Agustín Codazzi y San Diego, al sur.

## Escenarios deportivos
El municipio de San Diego dispone, de acuerdo con el EOT, con 3 canchas multifunción en regular estado, 2 canchas de fútbol en regular estado y 2 canchas de tejo en regular estado
En el 2000, el área rural del municipio de San Diego contaba con 2 parques infantiles, 6 campos de fútbol, 4 canchas polifuncionales donde la comunidad realiza su recreación y las prácticas deportivas.

## Servicios

### Educación
- Cuenta con cuatro centros educativos de preescolar y primaria en el área urbana, 2 en el área rural, 7 en el nivel primaria en el área rural, 2 de secundaria en el área urbana y 1 de secundaria en el área rural, de los cuales, sólo un centro educativo en preescolar y primaria es privado.
- En cuanto a la Educación Superior, el municipio cuenta con una sede del SENA.

### Salud
La salud en Colombia se rige por la legislación vigente (Ley 100 de 1993) y es regulada por el Ministerio de la Protección Social. En el ámbito local, está a cargo la Secretaría de Salud, que depende de la Alcaldía Municipal. Otras instituciones son la Cruz Roja Colombiana, la Defensa Civil Colombiana, que se encarga de emergencias, calamidades y desastres de origen natural, y el Instituto Colombiano de Bienestar Familiar (ICBF), encargado de la protección integral de la familia y la niñez.
Los centros hospitalarios del municipio son:
- E.S.E Hospital El Socorro.
- 7 puestos de Salud ubicados en las Pitillas, Los Tupes, El Rincón, Tocaimo, Los Brasiles, Nueva Flores y Arroyo de Agua.
- Un Centro Materno Infantil, ubicado en el centro poblado Media Luna.

### Servicios públicos
- Acueducto: Servicio de 24 horas continuas, aunque con eventuales deficiencias en el servicios continuo en la cabecera municipal, el cual es compartido con el municipio de La Paz por medio del río Chiriaimo. Mientras, en la zona rural solo cuenta con una cobertura de 29.2%.
- Alcantarillado: En la cabecera municipal tiene una cobertura del 80%. Mientras, en los centros poblados del municipio solo Media Luna cuenta con el servicio.
- Aseo Urbano: . es la empresa prestadora en la recolección, transporte y disposición final de residuos sólidos para los diferentes barrios de la Cabecera municipal.
- Alumbrado Público: . es la empresa encargada del Alumbrado Público de San Diego.
- Energía Eléctrica: Afinia del Grupo EPM es la empresa prestadora del servicio de energía eléctrica. Suministra la energía eléctrica en el municipio a través de los circuitos:
- Gas Natural: Gases del Caribe es la empresa distribuidora y comercializadora de gas natural en el municipio.

### Otros
- Plaza de Mercado Telma Araujo.

## Estructura organizacional municipal
| San Diego    | San Diego   | San Diego                  |
| Departamento | Código DANE | Categoría municipal (2023) |
| ------------ | ----------- | -------------------------- |
| Cesar        | 20750       | Sexta                      |

- Personería: Es un centro del Ministerio Público de Colombia que ejerce, vigila y hace control sobre la gestión de las alcaldías y entes descentralizados; velan por la promoción y protección de los derechos humanos; vigilan el debido proceso, la conservación del medio ambiente, el patrimonio público y la prestación eficiente de los servicios públicos, garantizando a la ciudadanía la defensa de sus derechos e intereses.

- Concejo Municipal: Es la suprema autoridad política del municipio. En materia administrativa sus atribuciones son de carácter normativo. También le corresponde vigilar y hacer control político a la administración municipal. Se regulan por los reglamentos internos de la corporación en el marco de la Constitución Política Colombiana (artículo 313) y las leyes, en especial la Ley 136 de 1994 y la Ley 1551 de 2012.

Constituido por 11 concejales por un periodo de 4 años. 
- Alcaldía Municipal: En esta se encuentra la administración municipal y las entidades descentralizadas del municipio.

El Alcalde se pronuncia mediante decretos y se desempeña como representante legal, judicial y extrajudicial del municipio. El actual Alcalde municipal es Unaldo Rocha Calderón (2024-2027), elegido por voto popular.
- JAL. Sin constitución alguna en los corregimientos del municipio.